# 白い雲のように
「白い雲のように」（しろいくものように）は、日本のお笑いコンビ、猿岩石のデビューシングル。1996年12月21日に日本コロムビアから発売。

## 解説
猿岩石は1996年4月～10月の半年間をかけて、日本テレビ系のバラエティ番組『進め!電波少年』でのユーラシア大陸横断ヒッチハイクに挑み、行く先々でハプニングが発生したこと等で、アッという間に同番組の人気コーナーになり、大きな反響を得た。芸能界にもこの企画のファンが増え、爆風スランプは二人の応援歌「旅人よ 〜The Longest Journey」を制作し、現地に応援に出向き、二人に生歌を届けた。1996年10月26日の西武球場での猿岩石凱旋ゴールでは、3万人のファンを集めた。リリース当初から飛ぶように売れ、最高位で4位、オリコン集計で113.1万枚のミリオンセラーを達成している。
リリース当初はあまり注目されず、週間チャート初登場23位、約2万枚の売り上げだった。しかし当人らの知名度が浸透し?、4週目で初のトップ10入りとなる4位に急上昇。その後も何週にもわたりランクインし続け、お笑い芸人がリリースしたCDとしては異例のロングヒットとなった。

### 制作経緯
ヒッチハイク企画は、開始1ヵ月ほどはさほど話題にならなかったが、一行がタイに入るあたりで、秋元康は早くも番組プロデューサー・土屋敏男に電話をかけ「これは面白い。猿岩石はスターになる」と予言した。重ねて二人がゴールした後は、自分が二人のデビュー曲をプロデュースすると、土屋に約束した。企画終了後、所属事務所関係者や土屋により、二人の歌が『思ったより上手い』という意向を理由として、歌手デビューが決定した。
インターネットがまだそこまで発達していない時代で、猿岩石は、自分たちが日本で人気者になっていることを帰国して初めて知った。
藤井フミヤは秋元康から「猿岩石が帰ってくるから、曲を書いてくれないか?」と頼まれた。「猿岩石って知ってるか?」と聞かれて、「いや、知ってるも何もずっと見てます。ファンですよ」と返事した。藤井は、猿岩石の旅をしている気持ちを考えて歌詞を書いた。猿岩石のメンバー・有吉弘行は「恋のぼんちシート」みたいな曲（コミックソング）かと思っていたら、藤井フミヤ本人が歌うデモテープを貰い、「えらいカッコいい歌だな。このテープいくらで売れるだろう」と思ったという。1980年代の漫才ブームの頃の芸人のレコードリリースとは異なり、当時、浜田雅功と小室哲哉による音楽ユニット・H Jungle with tや、今田耕司のTOWA TEIプロデュース・KOJI1200、ウッチャンナンチャンらのポケットビスケッツ、ブラックビスケッツなど、笑い抜きで、お笑いからほど遠い人が聴いても、歌詞に自分を重ねることができたり、背中を押されて元気をもらえるなどの楽曲制作が行われていた。
「白い雲のように」も、苦しみながら旅を続けた猿岩石を思い出させるだけではなく、突然人気者になった猿岩石の戸惑いや、猿岩石二人の"祭りのあと"を暗示するような歌詞。制作当時、藤井フミヤは「猿岩石の旅は"雲"しか見てないだろうなみたいな」という意味で二人を"雲"に例えたが、この後、人気が急降下し、泥水をすするような長い不遇の時代を経て、鮮やかな復活劇から、やがて頂点まで登りつめていく有吉の人生を"雲"に例えたようにも取れる歌詞になっている。
「Jポップ史において、『白い雲のように』は異色の楽曲であり続ける」という評価もある。

### その後
1998年にF-BLOODがセルフカバーしている。
2000年に教育芸術社が発行する高等学校の音楽教科書に「白い雲のように」が掲載された。
8thシングル「昨日までの君を抱きしめて」のカップリングに、「'98 Piano Strings Version」が収録されている。
ミリオンセラーにはなったが、猿岩石は1997年12月31日にNHK（日本放送協会）で放送された『第48回NHK紅白歌合戦』には落選し、出場することが出来なかった。落選について、NHKは視聴者アンケートにおける支持の低さを理由に挙げていた。
しかし、2022年に純烈とダチョウ倶楽部による6人組ユニットが本曲をカバーしたことから、同年12月31日放送の『第73回NHK紅白歌合戦』で本曲が選出されると同時に猿岩石のメンバーであった有吉弘行も同番組に出演することになった。このため、有吉にとって25年越しの悲願であった「紅白出場」が実現した。
有吉が司会者として出演した2023年12月31日放送の『第74回NHK紅白歌合戦』でも本曲が2年連続で披露されることが同月23日にNHKから発表され、有吉と本曲を作詞した藤井フミヤが共演した。

## 収録曲
| 全編曲: 松浦晃久。 |                                                            |            |          |
| #                  | タイトル                                                   | 作詞       | 作曲     |
| 1.                 | 「白い雲のように」                                         | 藤井フミヤ | 藤井尚之 |
| 2.                 | 「どうして僕は旅をしているのだろう」                       | 高井良斉   | 尾上一平 |
| 3.                 | 「白い雲のように」(オリジナル・カラオケ)                   |            | 藤井尚之 |
| 4.                 | 「どうして僕は旅をしているのだろう」(オリジナル・カラオケ) |            | 尾上一平 |

## タイアップ
- 角川書店『World Walker』イメージソング
- 猿岩石主演映画『一生、遊んで暮らしたい』主題歌
- キリンビバレッジ「キリンの泡」CMソング - 歌唱は歌手の安藤裕子

## カバー
- F-BLOOD（『F-BLOOD』収録。『LIVE』にはライブ音源が収録）
- 今井ゆうぞう（『君と歩いた時間』収録）
- 加羽沢美濃（『ピアノ・ピュア/メモリー・オブ・1997』収録）
- 島谷ひとみ（『男歌II〜20世紀ノスタルジア〜』収録）
- Permanent Fish（『reply→』収録）
- May J. with クリス・ハート（『Summer Ballad Covers』収録）
- KANIKAPILA（『イッちゃえ! I LOVE YOU!』収録）
- はやぶさ （アルバム『歌謡カヴァーソングス2』収録）
- 純烈＆ダチョウ倶楽部（『君を奪い去りたい』Gタイプのカップリング曲として収録）

## 収録作品
- 猿岩石の作品
  - まぐれ（#1）
  - 昨日までの君を抱きしめて（#1 '98 Piano Strings Version）
  - 通信簿〜SARUGANSEKI SINGLES〜（#1,2）
  - GOLDEN☆BEST 白い雲のように 猿岩石 （#1,2,3）

- オムニバスアルバム
  - HIT JAM
  - 20世紀BEST フォーク&ニューミュージック・ヒストリー コロムビア編 Vol.2
  - 日本テレビ開局50年記念 TV GENERATION 日テレGOLDEN BEST
  - 胸キュンSONGS
  - コクミンHits-メガ☆ヒット-〜あのメガヒットをもう一度!!〜
  - colorful〜TVバラエティ・ヒッツ〜
  - オーライ！〜元気になれるうた
  - 青春TV倶楽部　バラエティー編
  - J-ポッパー伝説涙 [DJ和 in No.1 J-POP MIX]
  - 旅のうた